# Вязовка (Татищевский район)
Вязовка — село Татищевского района Саратовской области. Является центром Вязовского муниципального образования. Население — 2207 чел. (2010).
Село было образовано в 1700 году. Расположено в восточной части района, на восточном склоне Приволжской возвышенности в 23 км от районного центра. Через село протекает речка Вязовка, которая вместе с речкой Чекуриха, впадает в речку Старый Курдюм.

## Население
| 1939 | 2002  | 2010  |
| ---- | ----- | ----- |
| 1872 | ↗2509 | ↘2207 |

## Инфраструктура
В селе имеется средняя образовательная школа, сельский дом культуры, больница, АЗС, детский сад, сельская администрация и почта.
Вблизи села — Вязовская вековая дубрава, Вязовский чёрноольшанник, Дендрарий Вязовского учебно-опытного лесхоза Саратовского аграрного университета им. Н.И. Вавилова. 
Близко к селу в деревне Губаревка располагается Губаревская усадьба дворян Шахматовых.
Неподалёку село Мизино-Лапшиновка.

## Известные жители
В этом селе родился выдающийся врач офтальмолог, ученик М. И. Авербаха, полковник военно-медицинской службы, Масленников Василий Тимофеевич (1899—1966). (Прим. при рождении Родькин Василий Игнатович).
В селе родился и окончил школу Герой Советского Союза, полковник Евгений Александрович Мясников (1920—1991).

## Фотогалерея

Виды села
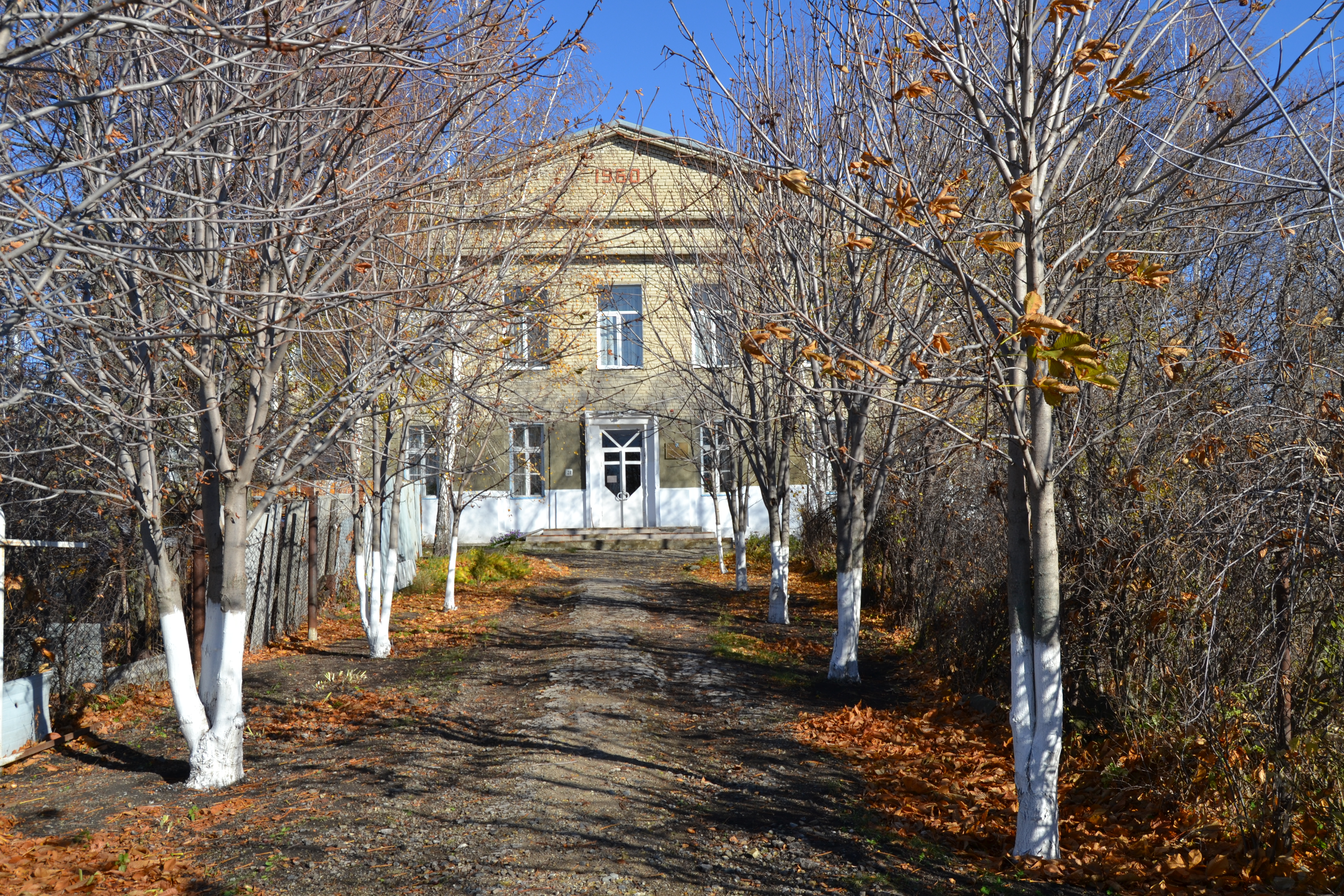
Детская школа искусств
Храм Рождества Христова
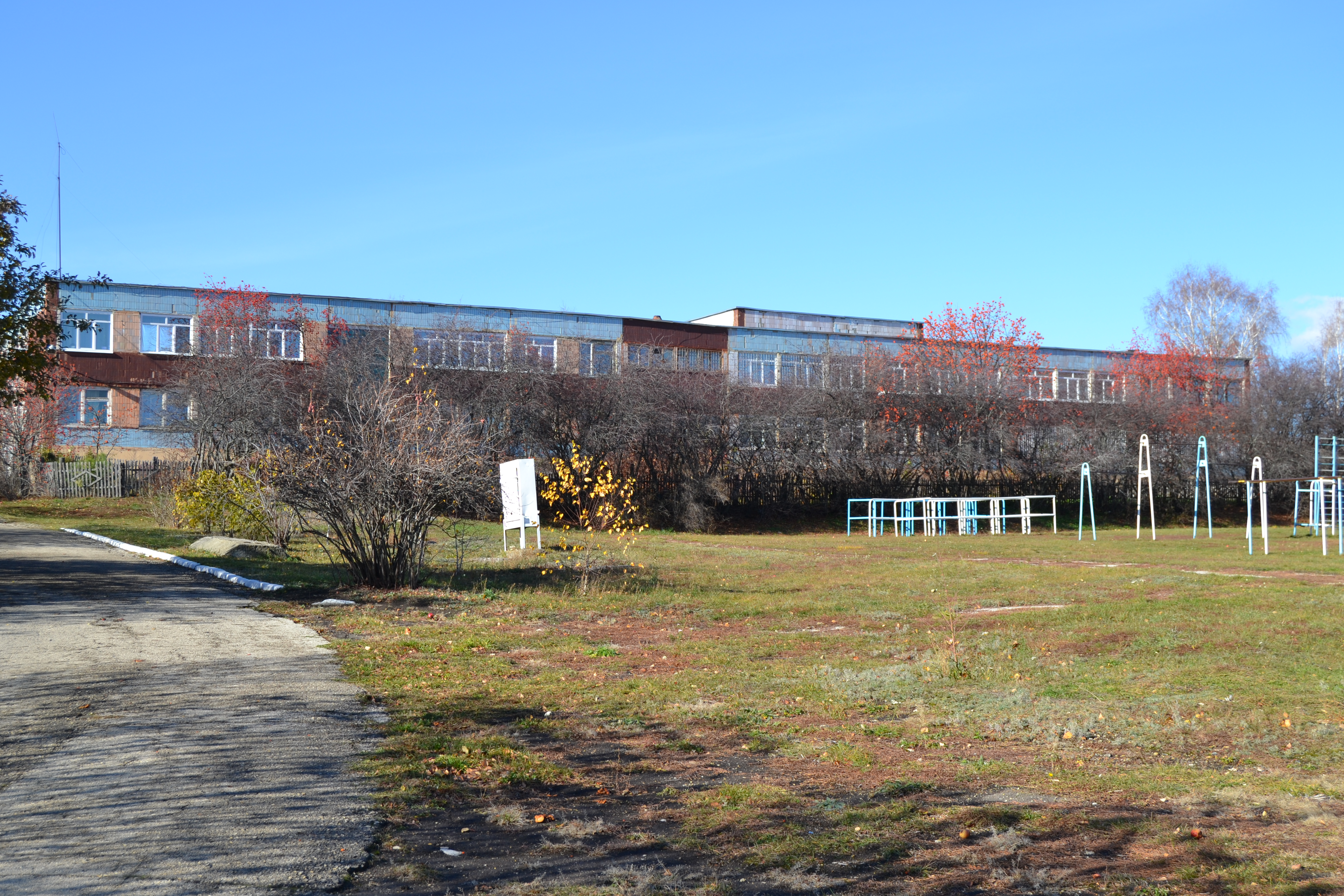
Школа в селе
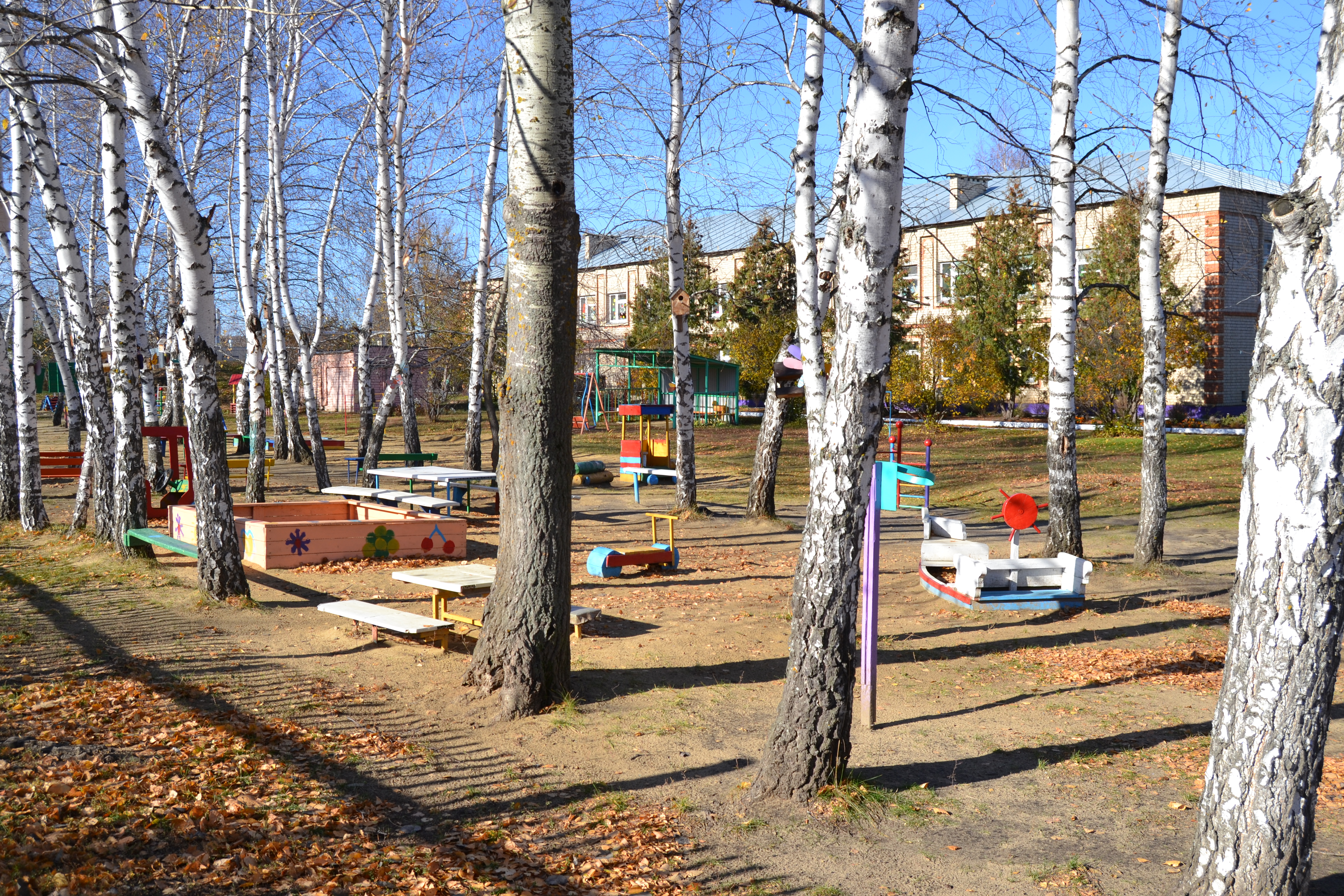
Детский сад
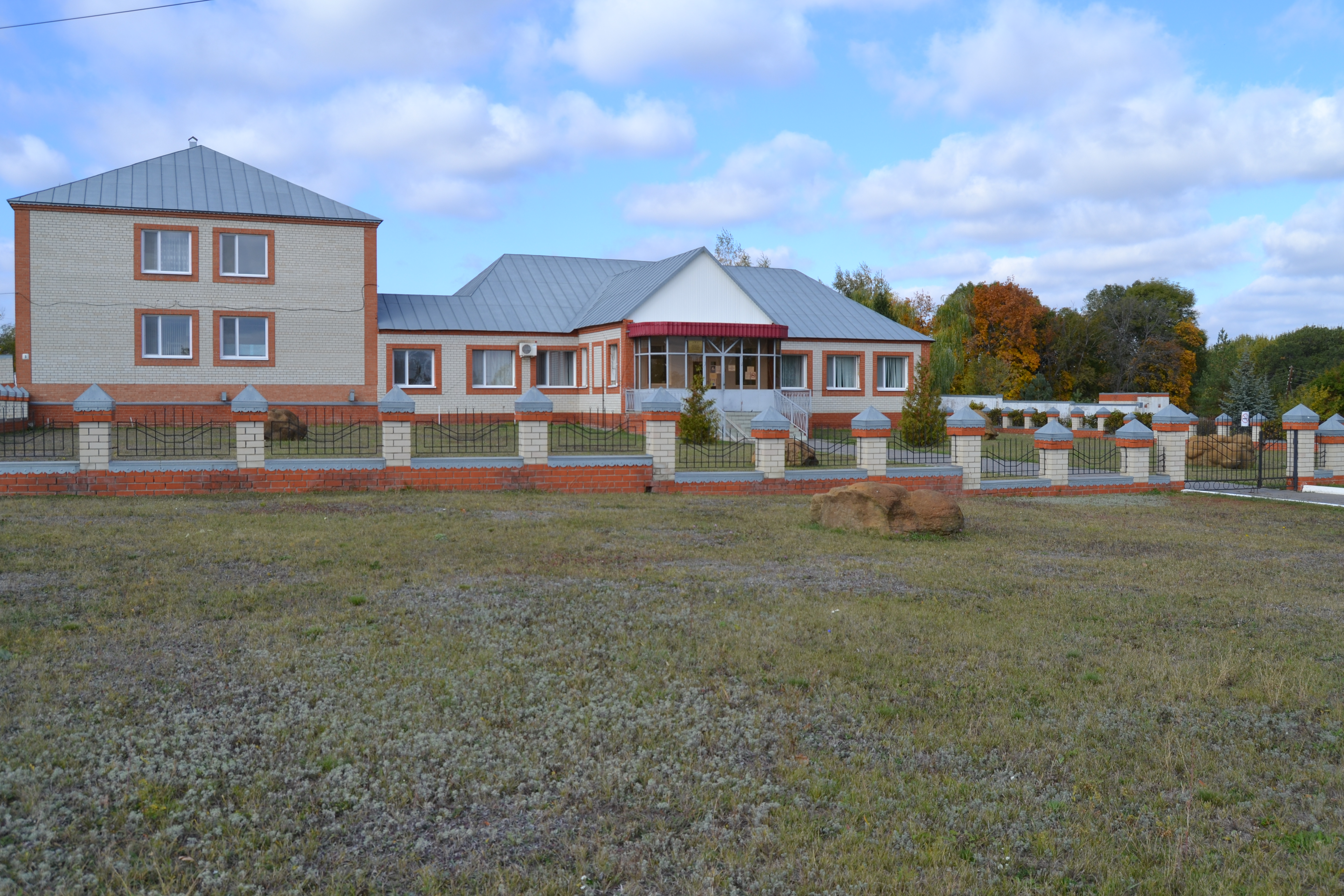
Здание больницы
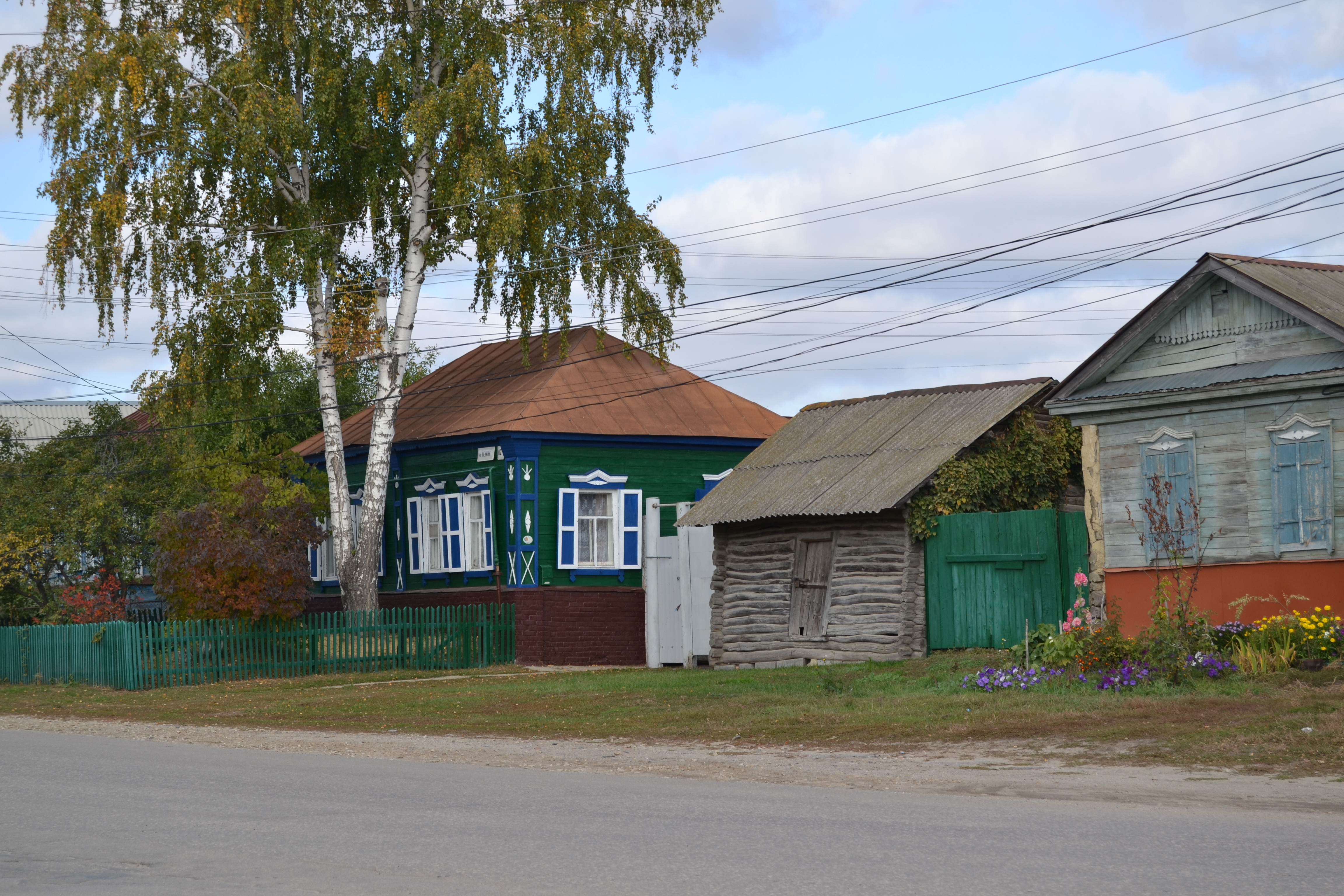
Сельский дом на улице Ленина
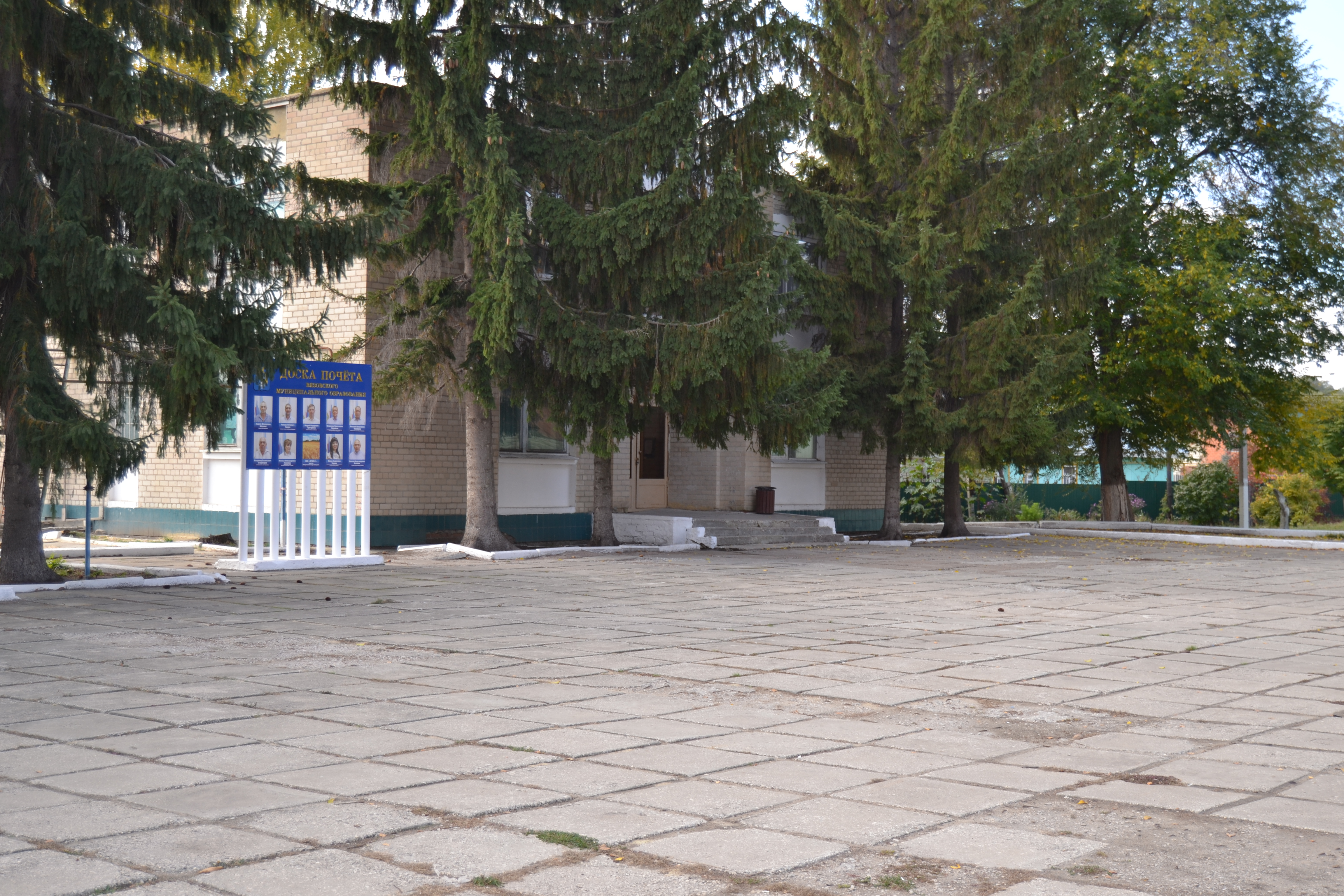
Центральная площадь

Память и гордость села
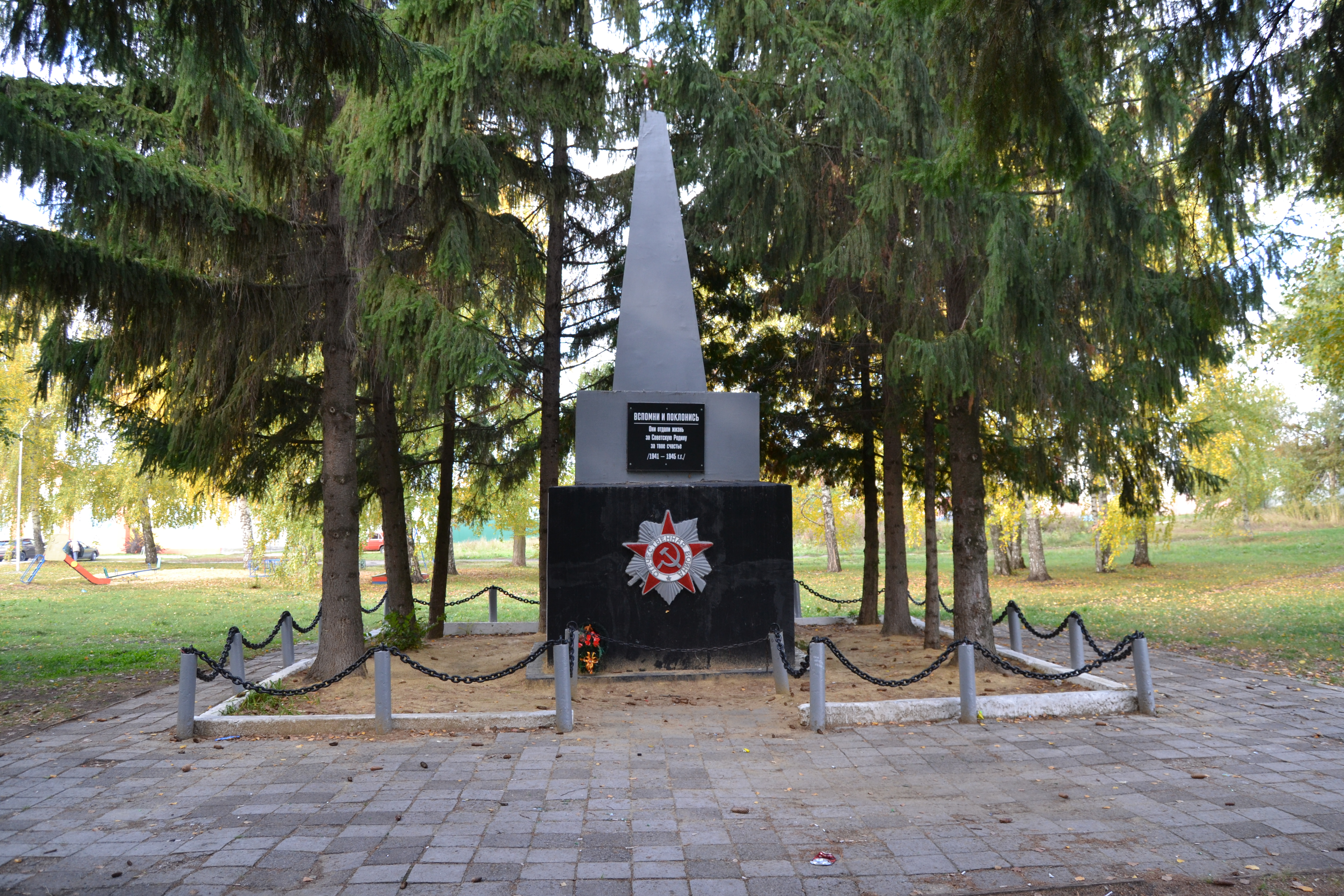
Мемориал памяти
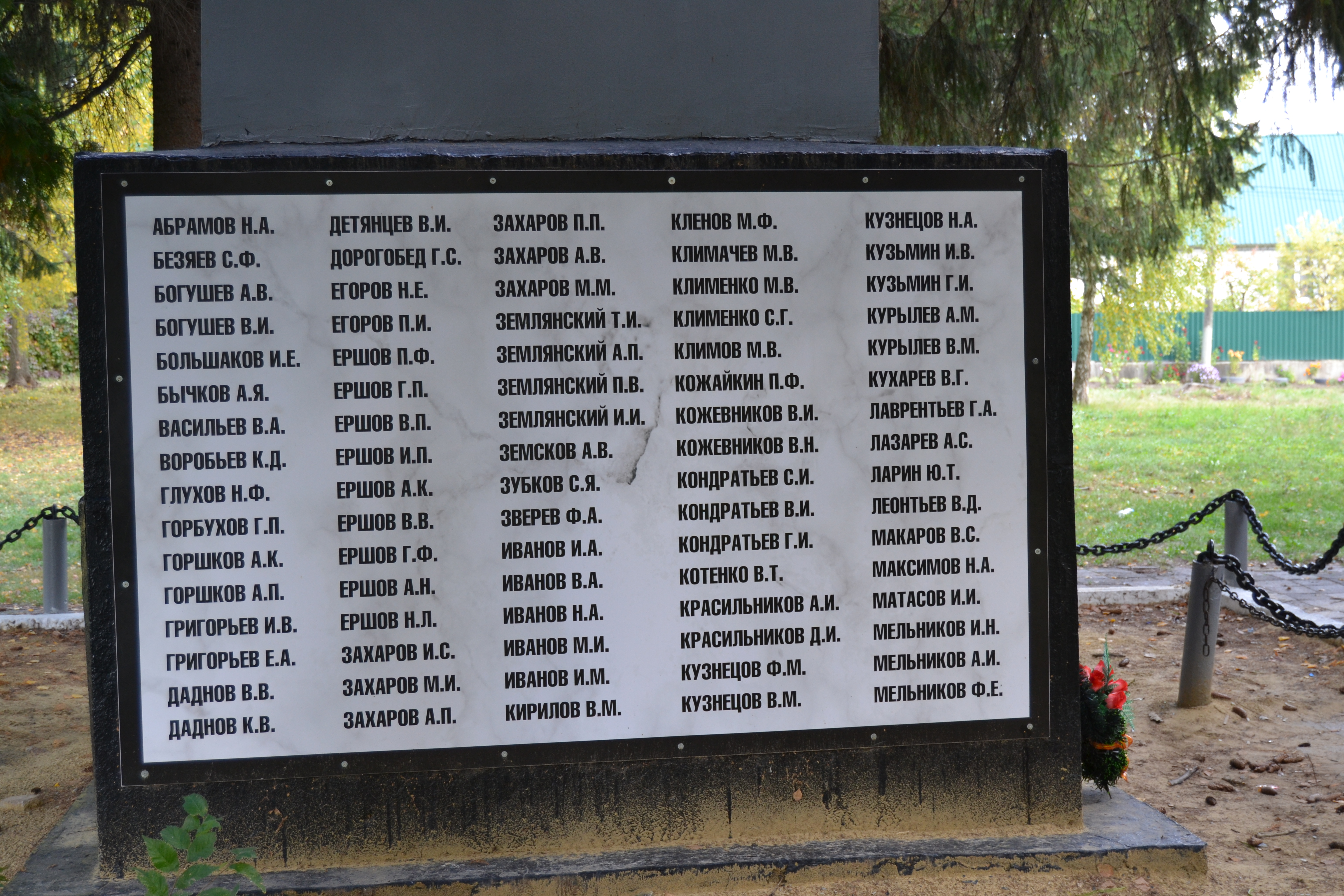
Списки ветеранов А-М
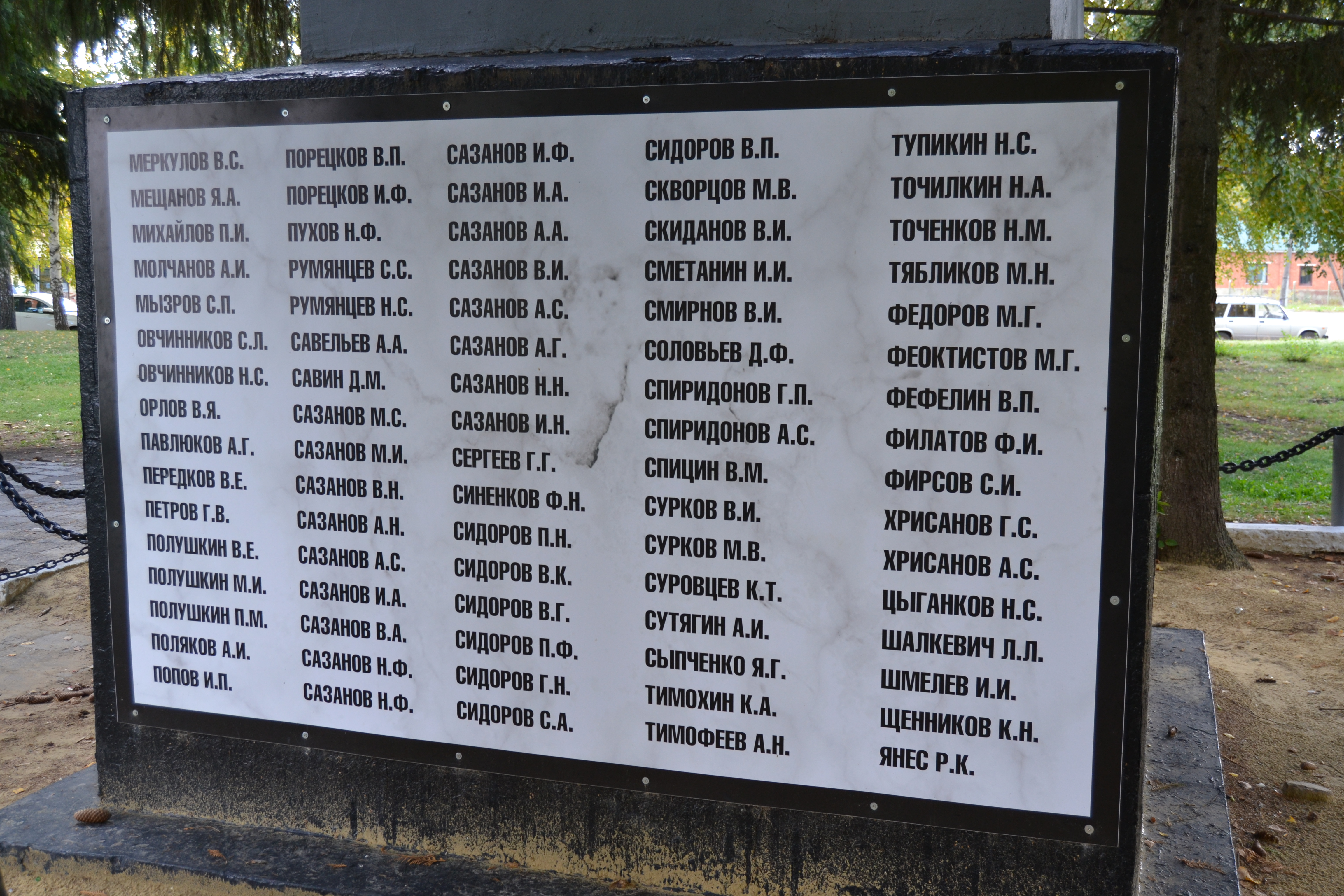
Списки ветеранов М-Я
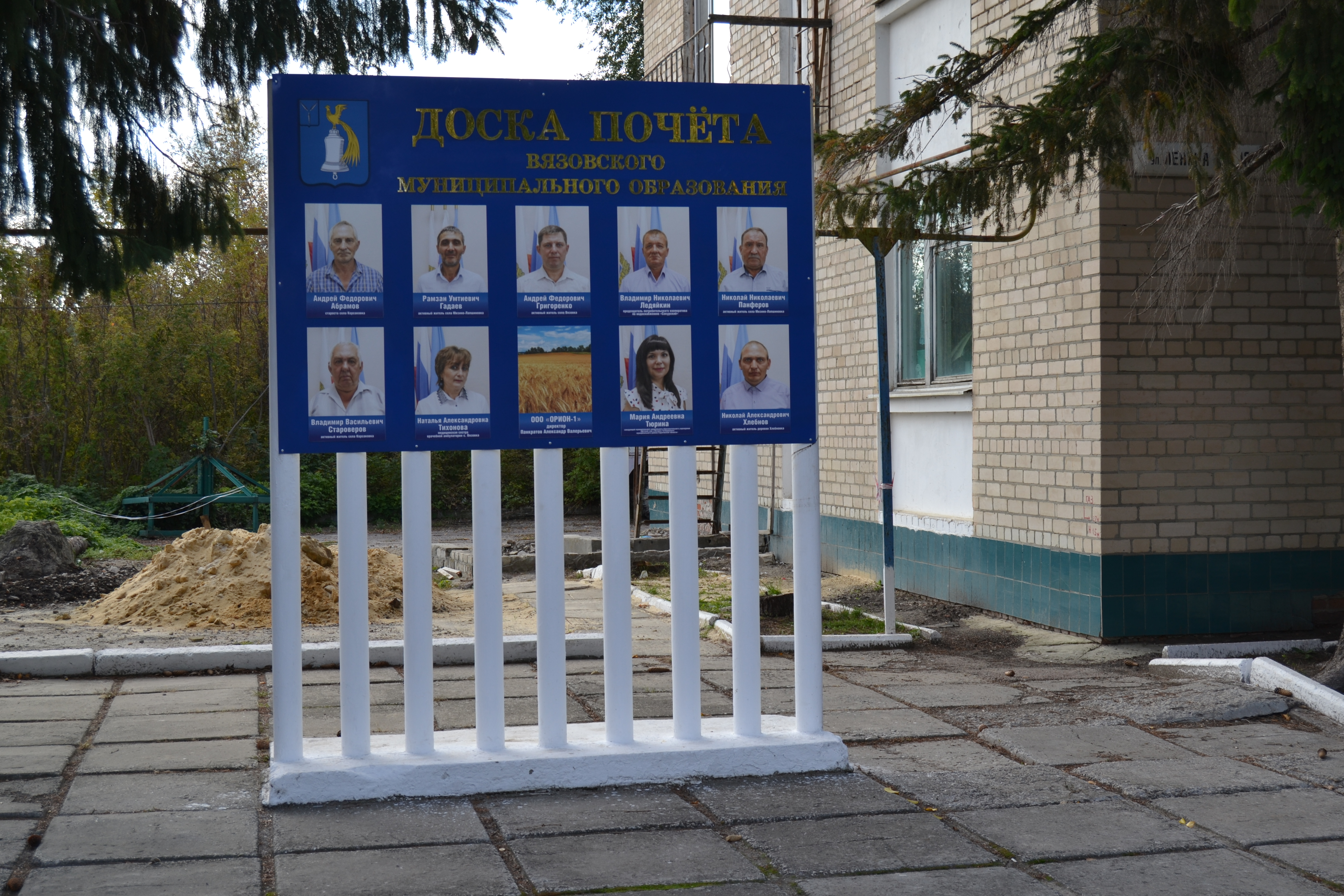
Доска Почёта
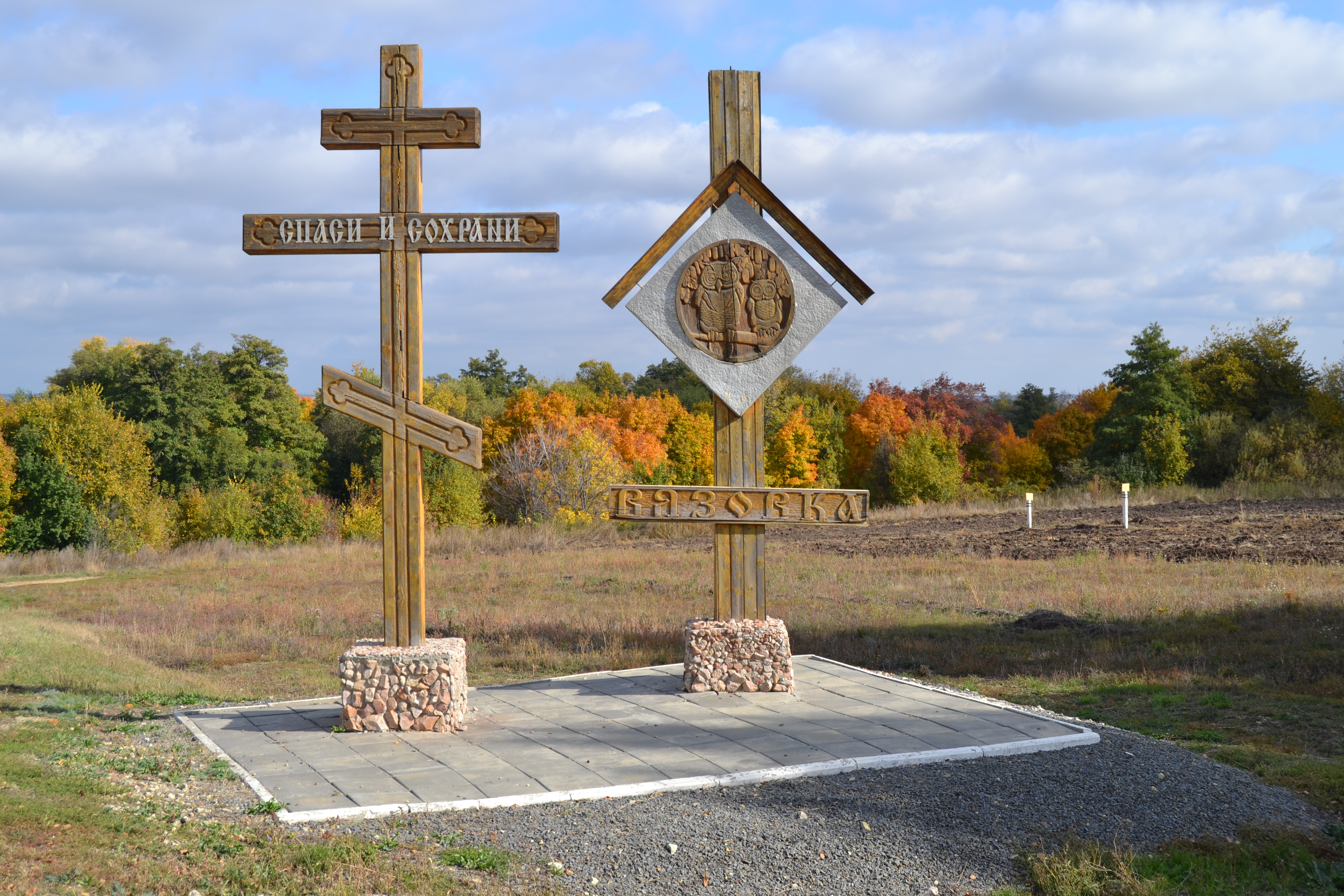
Поклонный крест

Быт села
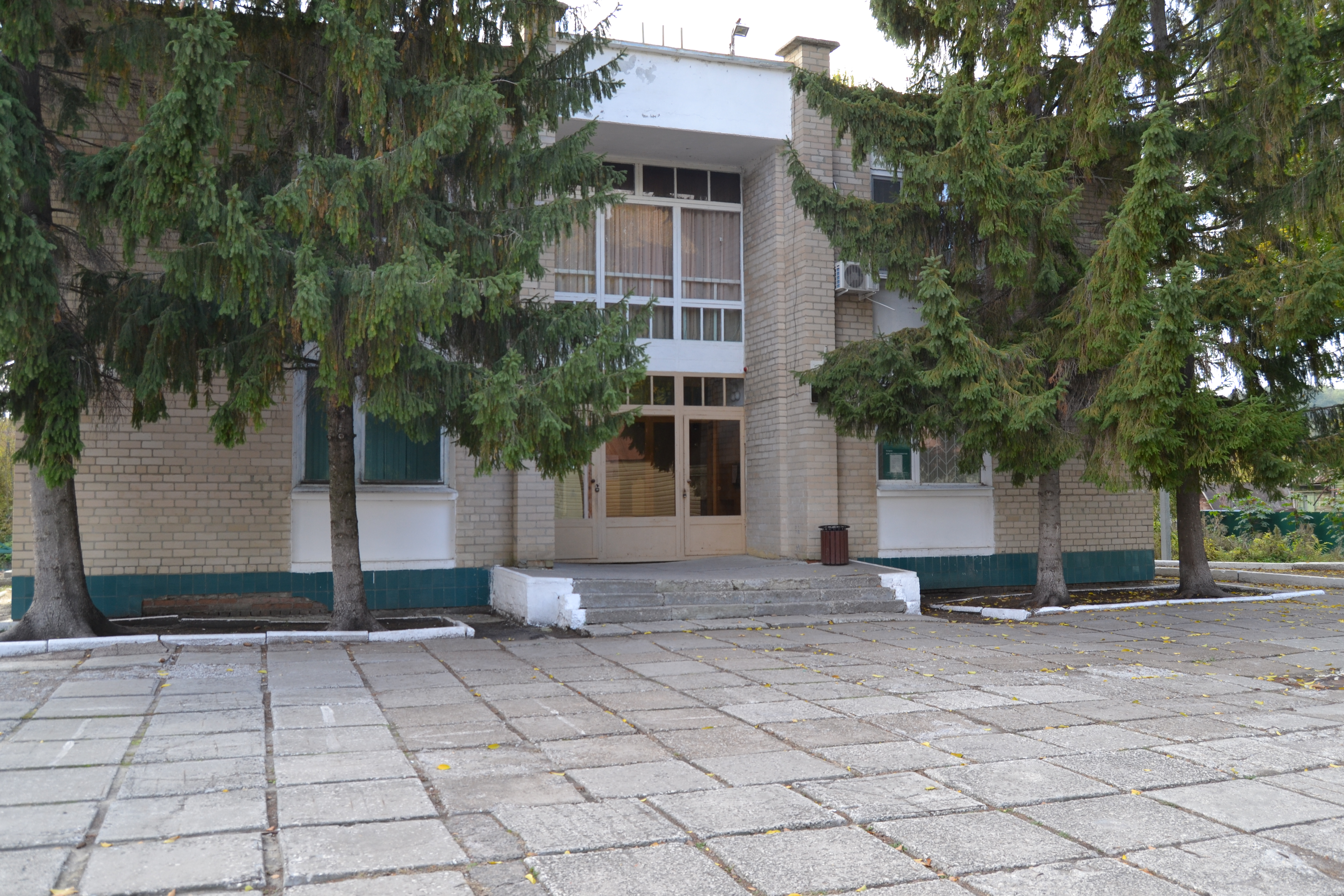
Администрация
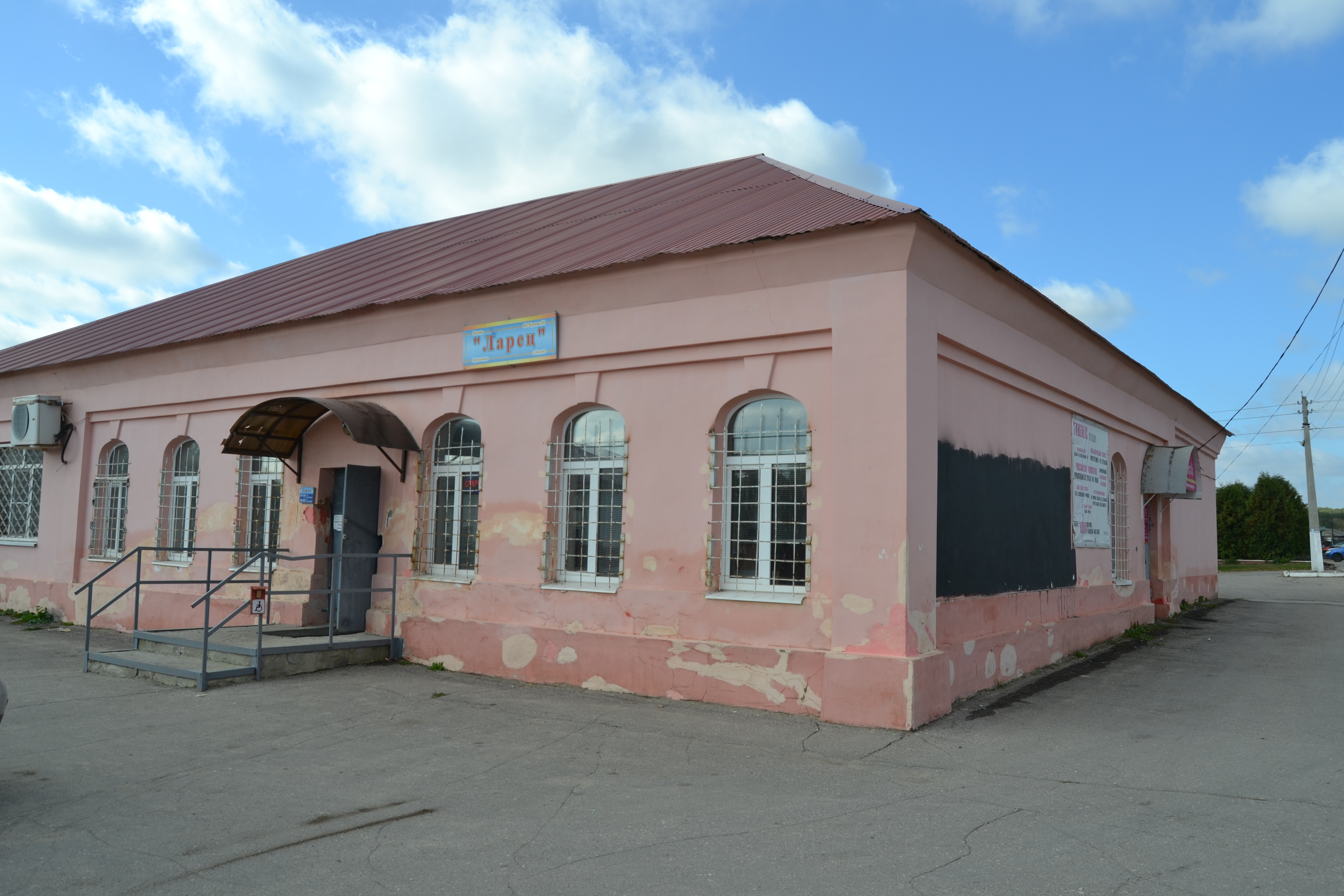
Магазин Ларец
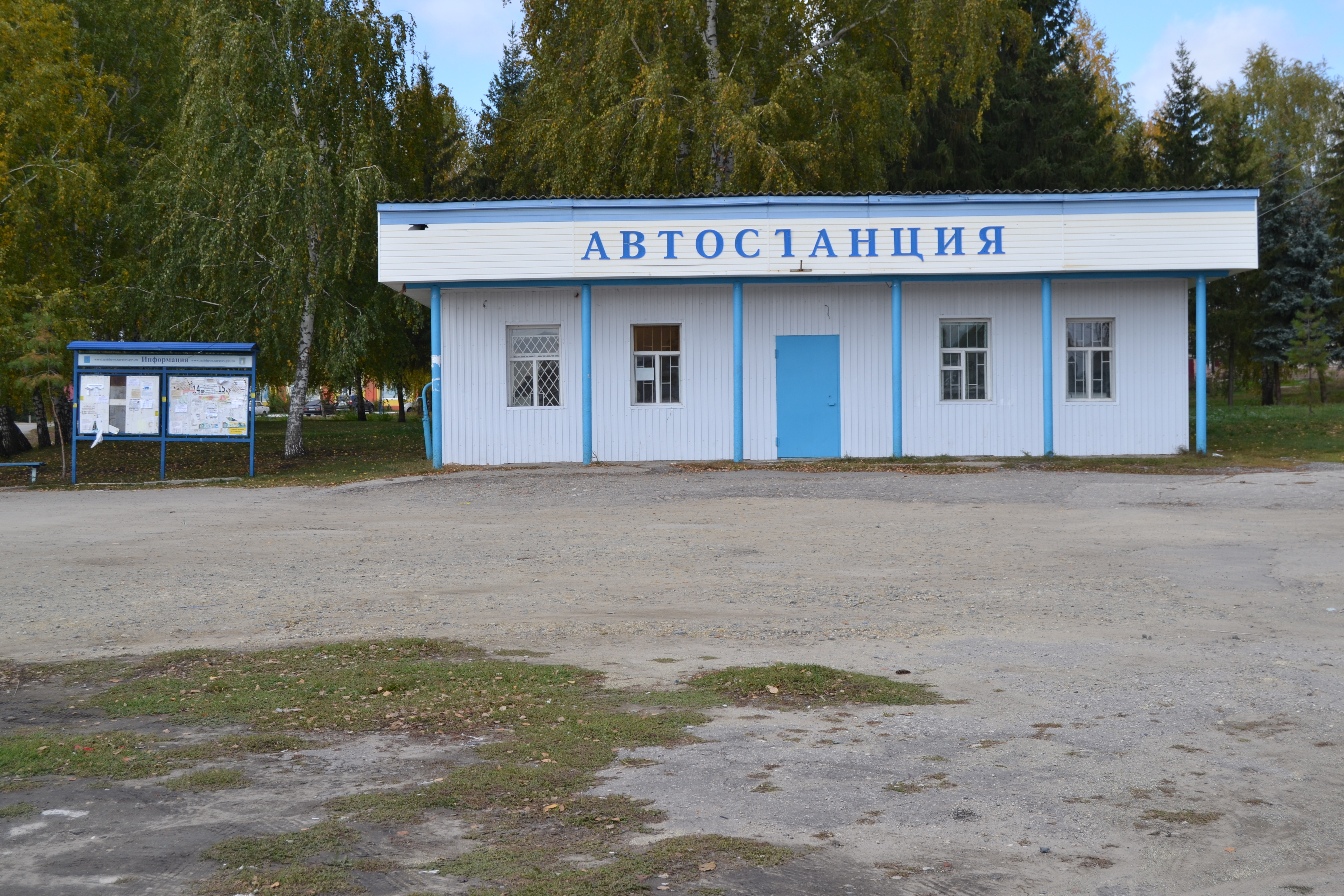
Автостанция
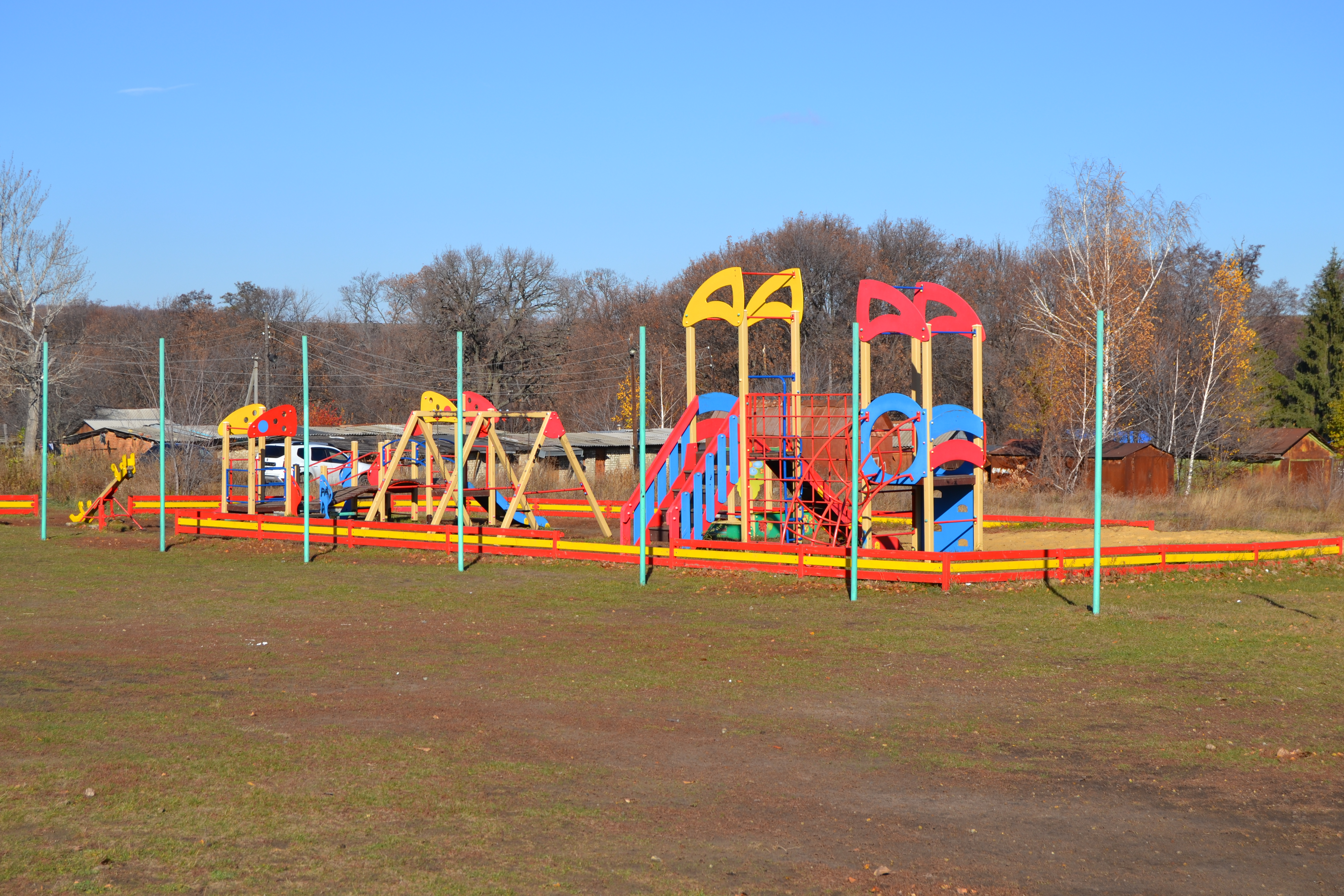
Детская площадка
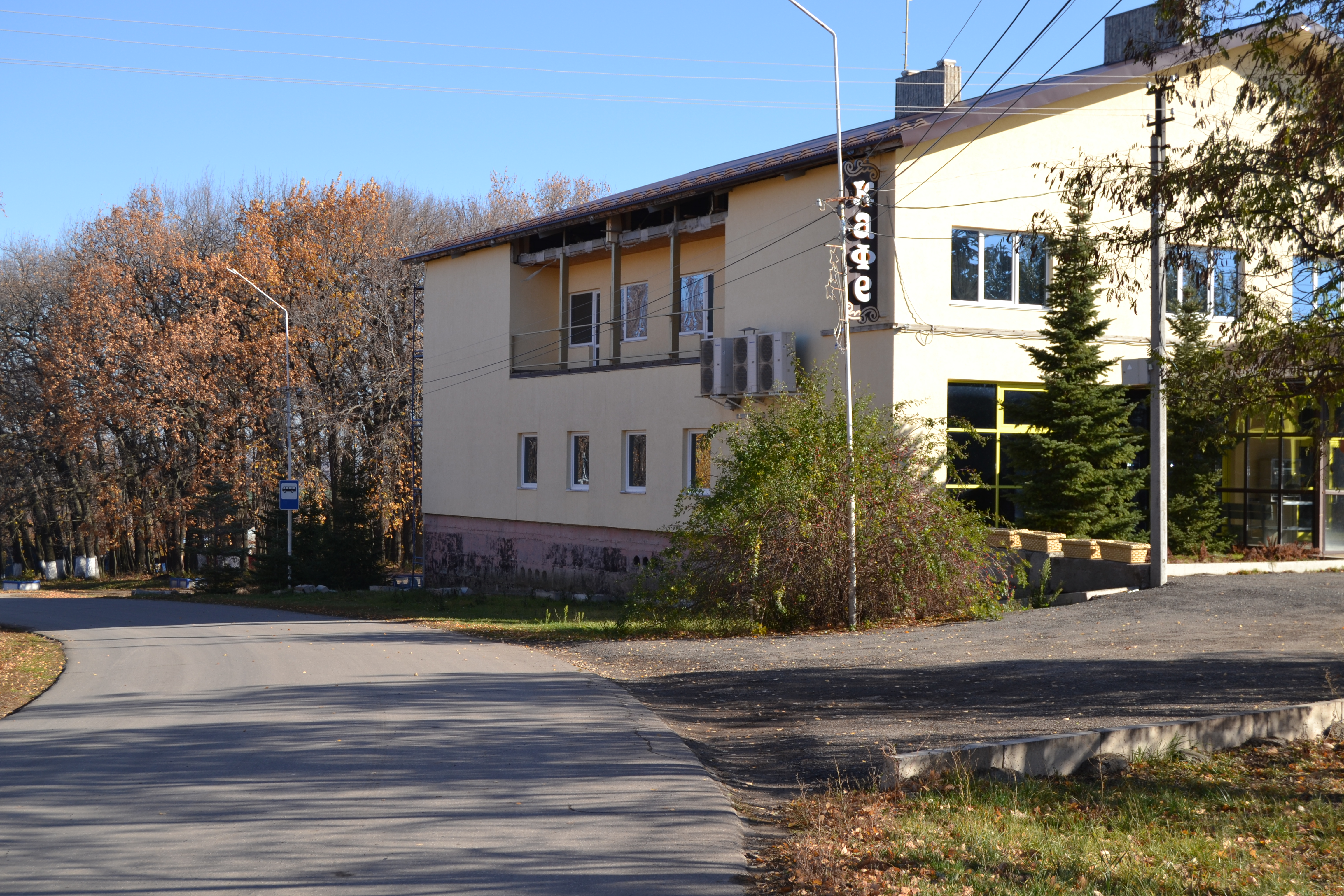
Сельское кафе